# Šentjanž (Rečica ob Savinji)
Šentjanž is een plaats in Slovenië en maakt deel uit van de gemeente Rečica ob Savinji in de NUTS-3-regio Savinjska. De plaats telde 226 inwoners op 1 januari 2020.